# Irina Nikoultchina
Irina Nikoultchina, née le 8 décembre 1974 à Razlog, est une biathlète bulgare, qui a commencé sa carrière en tant que fondeuse.

## Biographie
En tant que fondeuse, elle prend part aux Jeux olympiques en 1994 et 1998.
À  partir de 1998, elle se tourne vers le biathlon et obtient ses premiers podiums durant sa deuxième saison, en relais à Pokljuka, puis individuellement à Osrblie.
Après un deuxième podium en Coupe du monde à Ruhpolding, Irina Nikoultchina remporte la médaille de bronze de la poursuite aux Jeux olympiques d'hiver de 2002 à Salt Lake City. En 2004, elle se classe sixième du sprint des Championnats du monde à Oberhof, qui voit Nikoultchina obtenir ses derniers top dix.
Elle participe aussi aux Jeux olympiques d'hiver de 2006. Elle prend sa retraite sportive en 2007, où elle gagne une médaille de bronze aux Championnats d'Europe en poursuite.

## Palmarès

### Jeux olympiques d'hiver
| Épreuve / Édition      | Individuel | Sprint | Poursuite                           | Départ en masse                  | Relais |
| ---------------------- | ---------- | ------ | ----------------------------------- | -------------------------------- | ------ |
| JO 2002 Salt Lake City | 43e        | 11e    | Médaille de bronze, Jeux olympiques | Épreuve inexistante à cette date | 4e     |
| JO 2006 Turin          | 28e        | 36e    | 30e                                 | —                                | 8e     |

Légende :
- : épreuve inexistante

### Championnats du monde
| Mondiaux \ Épreuve      | Individuel               | Sprint                   | Poursuite                | Départ en masse          | Relais                   | Relais mixte                     |
| 1999 Kontiolahti / Oslo | 44e                      | 22e                      | 24e                      | -                        | 9e                       | Épreuve inexistante à cette date |
| 2000 Oslo-Holmenkollen  | 17e                      | 10e                      | 33e                      | 6e                       | 6e                       | Épreuve inexistante à cette date |
| 2001 Pokljuka           | 46e                      | 43e                      | 44e                      | -                        | 6e                       | Épreuve inexistante à cette date |
| 2002 Oslo-Holmenkollen  | JO Salt Lake City        | JO Salt Lake City        | JO Salt Lake City        | 26e                      | JO Salt Lake City        | Épreuve inexistante à cette date |
| 2003 Khanty-Mansiïsk    | 56e                      | 22e                      | 17e                      | -                        | 7e                       | Épreuve inexistante à cette date |
| 2004 Oberhof            | -                        | 6e                       | 9e                       | 19e                      | 6e                       | Épreuve inexistante à cette date |
| 2006 Pokljuka           | Jeux olympiques de Turin | Jeux olympiques de Turin | Jeux olympiques de Turin | Jeux olympiques de Turin | Jeux olympiques de Turin | 20e                              |
| 2007 Antholz-Anterselva | 71e                      | 75e                      | -                        | -                        | 16e                      | 18e                              |

### Coupe du monde
- Meilleur classement général : 14e en 2000.
- 3 podiums individuels (troisièmes places), dont une médaille olympique.
- 2 podiums en relais : 2 troisièmes places.

#### Classements annuels
| Année | Classement général final |
| 1999  | 63e                      |
| 2000  | 14e                      |
| 2001  | 42e                      |
| 2002  | 18e                      |
| 2003  | 27e                      |
| 2004  | 21e                      |
|       |                          |
| 2006  | 39e                      |
| 2007  | 40e                      |

### Championnats d'Europe
- Médaille d'argent du relais en 2006.
- Médaille de bronze de la poursuite en 2007.